# إليزابيث غورلي فلين
إليزابيث غورلي فلين (7 أغسطس، 1890، 5 سبتمبر، 1964)، هي زعيمة عمالية وناشطة ونسوية لعبت دورًا قياديًا في اتحاد العمال الصناعيين في العالم. كانت فلين عضوًا مؤسسًا في الاتحاد الأمريكي للحريات المدنية، ومؤيدة بارزة لحقوق المرأة وتحديد النسل وحق النساء في التصويت. انضمت إلى الحزب الشيوعي الأمريكي في عام 1936، وأصبحت رئيسة للحزب في وقت متأخر من حياتها، عام 1961. توفيت فلين خلال زيارة قامت بها للاتحاد السوفيتي، حيث مُنحت جنازة رسمية في الساحة الحمراء، حضرها أكثر من 25.000 شخص.

## خلفيتها
وُلدت إليزابيث غورلي فلين في 7 أغسطس من عام 1890، في كونكورد، نيو هامبشاير، لأمها آني (غورلي) ووالدها توماس فلين. انتقلت الأسرة إلى ولاية نيويورك في عام 1900، حيث تلقت تعليمها في المدارس العامة المحلية. عرفها والداها على الاشتراكية. ألقت خطابها العام الأول عندما كانت تبلغ 15 عامًا، في نادي هارلم الاشتراكي بعنوان «ماذا ستفعل الاشتراكية من أجل النساء». نتيجة لذلك، شعرت فلين أنها مضطرة للتحدث عن التغيير الاجتماعي، مما جعلها تتخذ قرارًا ندمت عليه في وقت لاحق، بأن غادرت مدرسة موريس الثانوية قبل تخرجها. مع ذلك، تشير مصادر أخرى أنها طُردت من الثانوية لسبب تورطها السياسي.

## سيرتها المهنية

### اتحاد العمال الصناعيين في العالم (الوابليز)
عملت فلين في عام 1907، كمنظمة بدوام كامل في اتحاد العمال الصناعيين في العالم، وحضرت أول مؤتمر لاتحاد العمال الصناعيين في العالم في سبتمبر من العام نفسه. نظمت خلال السنوات الخمس التالية، حملات بين عمال الملابس الجاهزة في بنسلفانيا، وناسجي الحرير في نيوجرسي، وعمال المطاعم في ولاية نيويورك وعمال المناجم في مينيسوتا، ومدينة ميسولا بولاية مونتانا، ومدينة سبوكين بولاية واشنطن، وعمال النسيج في ماساتشوستس. وصفها المؤلف ثيودور درايزر بأنها «جان دارك الجانب الشرقي».[بحاجة لمصدر]
شاركت فلين عام 1909 في معركة للتعبير الحر في سبوكين، وفيها قيدت نفسها إلى عمود الإنارة لتأخر عملية اعتقالها. اتهمت فلين الشرطة في وقت لاحق باستخدام السجن كبيت للدعارة، وهو اتهام دفعهم إلى محاولة مصادرة جميع تقارير العمال الصناعيين التي أبلغت عن التهمة.[بحاجة لمصدر] تراجعت سبوكيني في 4 مارس من عام 1910، عن قرارها، وأعطت الحق لاتحاد العمال الصناعيين في العالم في عقد اجتماعات الخطابة وأفرجت عن جميع متظاهريها.
اعتقلت فلين عشر مرات خلال هذه الفترة، ولكنها لم تدن بأي عمل إجرامي، وطُردت من اتحاد العمال الصناعيين في العالم عام 1916، مع زميلها المنظم جو إتور إثر اتفاقية تخفيف حكم. بحسب المؤرخ روبرت إم. إليف، اعتُقل ثلاثة من عمال المناجم في مينيسوتا بتهمة القتل الناجمة عن حادث نشأ عندما جاءت مجموعة من حراس المناجم بمن فيهم مسلح يدعى جيمس مايرون وحارس سابق يدعى نيك ديلون إلى منزل أحد العمال، وهو فيليب ماسونوفيتش، للتحقيق في مزاعم وجود مشروبات كحولية غير قانونية ما تزال في المبنى. تلا ذلك مواجهة قُتل فيها مايرون وأحد المارة رميًا بالرصاص. ووفقًاـ لإليف، أشارت بعض الشهادات إلى أن مايرون كان قد قُتل عن طريق الخطأ على يد أحد زملائه، الذي أطلق النار على منزل ماسونوفيتش من الخارج، بينما قُتل الرجل الآخر من المارة على يد ديلون. اتُهم ثلاثة منظمين من اتحاد العمال الصناعيين في العالم، رغم تواجدهم في مكان آخر في وقت وقوع الحادثة. بدا رئيس اللجنة المنظمة لاتحاد العمال الصناعيين في العالم، بيل هايوود، واثقًا من أن القاضي هيلتون، الذي نجح بالدفاع عن جورج بيتسون أثناء محاكمته مع هايوود في محكمة أيداهو، سيتمكن من الفوز بقضية عمال المناجم.[بحاجة لمصدر]
مع ذلك، فقد قبل المنظمون الرئيسيون في مكان الحادث ترتيبًا يسمح للمنظمين الآخرين بالإفراج عنهم، لكن عمال المناجم الثلاثة، الذين لا يتكلم أي منهم الإنكليزية بطلاقة، واجهوا حكمًا بالسجن. كان هناك أيضًا ارتباك في الحكم، فقد تغير الاتفاق المسبق على الحكم بالسجن لعام واحد بطريقة ما في قاعة المحكمة، إلى عقوبة السجن التي تتراوح بين 5 إلى 20 سنة. اعتبر هايوود كلًا من فلين وإتور مسؤولين عن السماح لعمال المناجم بالاعتراف بتهم ربما لم يفهموها. كتب هايوود في سيرته الذاتية أن «جزء القضية المتعلق بفلين وإيتور تسبب بإنهاء اتصالاهم مع اتحاد العمال الصناعيين في العالم». كتب بيتر كارلسون، مؤلف سيرة هايوود الذاتية، أن إيتور غادر اتحاد العمال الصناعيين في العالم بينما بقيت فلين «في الاتحاد، لكنها بذلت جهدًا كبيرًا لتجنب هايوود ومؤيديه».

### الاتحاد الأمريكي للحريات المدنية
لعبت فلين، العضو المؤسس في الاتحاد الأمريكي للحريات المدنية (إيه سي إل يو) في عام 1920، دورًا رائدًا في الحملة ضد إدانة ساكو وفانزيتي. اهتمت فلين بحقوق المرأة بشكل خاص، ودعمت تحديد النسل وحق المرأة في التصويت. انتقدت فلين أيضًا قيادة النقابات المُهيمن عليها من قبل الذكور والتي لا تعكس احتياجات النساء.
عاشت فلين بين عامي 1926 و1936، في جنوب غرب مدينة بورتلاند بولاية أوريغون، مع ناشطة تحديد النسل وناشطة حقوق المرأة وعضو في اتحاد العمال الصناعيين في العالم، ماري إيكوي. على الرغم من معاناة فلين من تدهور صحتها خلال إقامتها في بورتلاند، إلا أنها كانت من الناشطين والمؤيدين الصريحين لإضراب عمال ميناء الساحل الغربي عام 1934.

## حياتها الشخصية ووفاتها
قابلت فلين عام 1907، منظمًا في اتحاد العمال الصناعيين في العالم، اتحاد العمال الصناعيين في العالم، ويُدعى جاي. إيه. جونز، الذي كان يكبرها بستة عشرة عامًا، وذكرت فلين في سيرتها الذاتية، «وقعت في حبه، وتزوجنا في يناير من عام 1908». أسفر زواجهما عن إنجاب طفلين، جون فنسنت الذي توفي بعد أيام قليلة من ولادته، وفريد فلين الذي وُلد في 19 مايو من عام 1910، وتوفي عام 1940.
توفيت فلين عن عمر 74 عامًا، في 5 سبتمبر من عام 1964، في الاتحاد السوفيتي.
أقامت الحكومة السوفيتية لفلين جنازة رسمية في الساحة الحمراء بحضور أكثر من 25 ألف شخص. نُقل رفاة فلين إلى الولايات المتحدة نزولًا عند رغبتها، ودُفنت في مقبرة فالدييم في شيكاغو، بالقرب من قبور كل من يوجين دينيس، وبيل هايوود، وإيما غولدمان، وشهداء الحراك في هايماركت.

## وصلات خارجية
- أعمال أو نبذة عن إليزابيث غورلي فلين على أرشيف الإنترنت
- أعمال إليزابيث غورلي فلين في ليبري فوكس